# Blikplaat

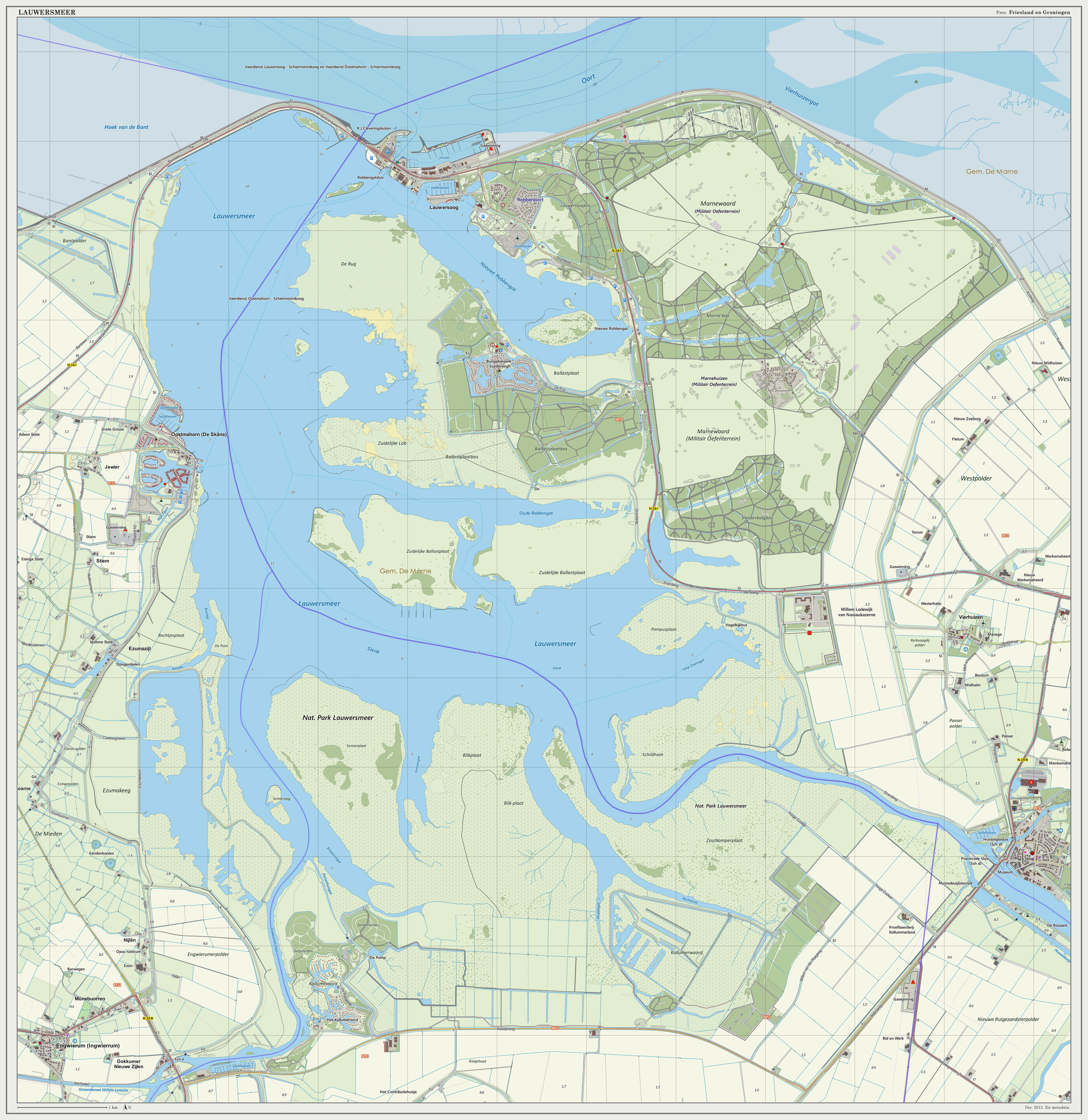
Het Lauwersmeer met de locatie van de Blikplaat

De Blikplaat is een voormalige zandbank in het zuiden van de Lauwerszee in de Nederlandse provincie Friesland. De zandplaat lag tussen het Dokkumerdiep aan westzijde, de Slenk aan noordzijde en werd aan oostzijde door de geul Babbelaar gescheiden van de zandbank Hoge Zuidwal. Aan de zuidgrens lag de polder Nieuw-Kruisland.
Na de totstandkoming van het Lauwersmeer in 1969 is de zandbank onderdeel geworden van de Kollumerwaard. Het noordelijke deel werd doorgraven door het Simonsgat, waardoor er sindsdien twee gebieden zijn; de Sennerplaat aan westzijde en de Blikplaat aan oostzijde. Het middelste deel heet sindsdien Pompsterplaat. Deze drie delen vormen samen onderdeel van een natuurgebied. Het meest zuidelijke deel is tot landbouwgrond gemaakt. De grens tussen landbouwgrond en natuurgebied wordt gevormd door de Kwelderweg. In het westelijke deel van de Pompsterplaat is recreatiegebied Kollumeroord aangelegd met het Diepsterbos en het Zomerhuisbos en villapark Lauwerssee.